# 第16回宝塚記念
1975年6月1日に阪神競馬場で行われた第16回宝塚記念について詳細を記述する。
なお、馬齢については当時の表記方法（数え年）とする。

## レース施行時の状況
この年の宝塚記念は出走頭数僅か7頭と少ない顔ぶれで、ファン投票第1位のキタノカチドキが脚部不安により回避、第2位のタニノチカラも体調万全ではなく自重、八大競走の勝ち馬が出走せず小粒なメンバーとなった。
1番人気の福永洋一騎乗のニホンピロセダン。キタノカチドキと同じ服部正利厩舎の所属馬で、前年には京都新聞杯と神戸新聞杯でキタノカチドキとワンツーの2着、同年は天皇賞（春）でイチフジイサミの3着に入った。
2番人気は「花の47年組」で、前々年の第14回宝塚記念2着のナオキ。母エイトクラウンは1966年の第7回宝塚記念馬で、今回は母仔二代制覇が懸かる。父はスプリンターのサウンドトラックであったが、春秋とも3200mの天皇賞に4回挑戦して玉砕する一方、2000m以下では4回のレコード更新。同年は3月に中京記念、鳴尾記念を連勝していた。
3番人気は関東馬フェアーリュウ。前年の菊花賞3着馬で、この年は目黒記念（春）2着、天皇賞（春）は4着であった。
以下の人気は、関東馬で「走る労働者」の別名を持つイナボレス、GI級レースはおろか、重賞勝ちもまだ無いが、京都4歳特別2着・神戸新聞杯3着・京都新聞杯4着とトライアルで好走したモアーキャッスル、実況の杉本清（当時・関西テレビアナウンサー）に「これは愛嬌」と言わしめた出遅れ癖が特徴のミリオンパラ、前年の阪神4歳牝馬特別3着で紅一点マサエイシュンと続いていた。

## 出走馬
芝2200メートル 天候・晴 馬場状態・良
| 枠番 | 馬番 | 競走馬名         | 性齢 | 騎手       | オッズ     | 調教師     |
| ---- | ---- | ---------------- | ---- | ---------- | ---------- | ---------- |
| 1    | 1    | ミリオンパラ     | 牡8  | 戌亥信昭   | 6人(88.7)  | 戌亥信義   |
| 2    | 2    | ニホンピロセダン | 牡5  | 福永洋一   | 1人(2.3)   | 服部正利   |
| 3    | 3    | マサエイシュン   | 牝5  | 南井克巳   | 7人(392.5) | 小川佐助   |
| 4    | 4    | フェアーリュウ   | 牡5  | 星野信幸   | 3人(7.9)   | 橋本輝雄   |
| 5    | 5    | モアーキャッスル | 牡5  | 鹿戸明     | 5人(42.5)  | 小川佐助   |
| 6    | 6    | ナオキ           | 牡7  | 佐々木昭次 | 2人(2.8)   | 田中康三   |
| 7    | 7    | イナボレス       | 牡7  | 谷原義明   | 4人(24.1)  | 大久保末吉 |

## レース展開
7頭立てで展開に注文がつきやすく、先行タイプがナオキは一頭だけであった。予想通り先手を取ったナオキは鞍上の佐々木昭次が手綱をがっちりと抑えてマイペースの流れとなり、追い込みタイプのニホンピロセダンは福水洋一が2番手に押し上げて脚色を窺った。3コーナー手前では1/2馬身まで接近するが、それまでは首を上げたり、いかにも不器用そうに走っていたナオキはニホンピロセダンが来るとまともに走った。ナオキと佐々木の呼吸はぴったりであり、馬なりで逃げた前半の貯金がものをいったのか、ピッチを上げたナオキにニホンピロセダンは喘ぎはじめる。4コーナー手前で福永は2着狙いの作戦に変更し、フェアーリュウも4コーナー直前で脚を使いはじめる。人気の2頭で勝負あったと思われたが、終始3番手につけてチャンスを窺っていたモアーキャッスルが直線に向くとぐいぐい伸び、ナオキには及びそうもないが、直線半ばでニホンピロセダンを鼻面だけ抑えて2番手に上がった。鹿戸明が激しく鞭を入れ、写真判定の結果、ニホンピロセダンを抑えて伏兵モアーキャッスルが2着の座を占めた。ナオキのスローペースに勝負を挑んで途中から守りの競馬に切り替えたニホンピロセダン、先行両馬の動きを見て直線追い出したモアーキャッスルの明暗が分かれた。母仔二代の夢が実現したナオキであったが、鞍上の佐々木はあまりにも楽に勝てて拍子抜けのような顔で表彰台の方に歩んでいった。
この競走の映像（関西テレビ放送の中継の映像を収録したもの）は、1995年10月20日にポニーキャニオンより発売された「中央競馬GIシリーズ 宝塚記念史」に、実況を含めて収録されている。

## レース結果
| 着順 | 枠番 | 馬番 | 競走馬名         | タイム | 着差  |
| ---- | ---- | ---- | ---------------- | ------ | ----- |
| 1    | 6    | 6    | ナオキ           | 2.16.7 |       |
| 2    | 5    | 5    | モアーキャッスル | 2.17.1 | 2.1/2 |
| 3    | 2    | 2    | ニホンピロセダン | 2.17.1 | ハナ  |
| 4    | 7    | 7    | イナボレス       | 2.17.4 | 1.3/4 |
| 5    | 4    | 4    | フェアーリュウ   | 2.17.7 | 1.3/4 |
| 6    | 1    | 1    | ミリオンパラ     | 2.17.9 | 1.1/2 |
| 7    | 3    | 3    | マサエイシュン   | 2.18.1 | 1.1/2 |

### 払戻
| 単勝式   | 6   | 210円  |
| 複勝式   | 6   | 190円  |
| 複勝式   | 5   | 800円  |
| 連勝複式 | 5-6 | 1890円 |